# خداحافظ رینگو
خداحافظ رینگو یک وسترن اسپاگتی محصول ۱۹۶۵ به کارگردانی جورجیو استگانی است. با بازی جولیانو جما و تولید مشترک ایتالیا، اسپانیا و فرانسه است. این یک موفقیت بزرگ در ایتالیا، چهارمین فیلم پردرآمد ایتالیا در آن سال بود.

## طرح
دامدار جوانی که در معامله گاو کلاهبرداری می‌کند، در دفاع از خود دامداری را می‌کشد که او را متهم به سرقت گاوهایش کرده‌است. او سپس درگیر ماجراجویی و رابطه عاشقانه‌ای می‌شود که سعی می‌کند بی گناهی خود را ثابت کند و نام خود را پاک کند.

## هنرپیشگان
- جولیانو جما در نقش برنت لندر
- ایولین استوارت در نقش لوسی تیلسون
- نلو پاتزافینی در نقش گیل کلاوسون
- پیر کرسوا در نقش کلایتون رانچستر
- جرمانو لونگو در نقش استن کلونجر
- ماسیمو ریگی در نقش آوری رانچستر
- روبرتو کاماردیل در نقش دکتر بارفیلد
- فرانسیسکو برانیا در نقش گاوچران رنجستر
- اوزیرید پیورلو در نقش گاوچران رانچستر
- خسوس پوئنته در نقش کلانتر تکس اسلتر
- مونیک سنت کلر در نقش ماد کلونجر

## اکران
خداحافظ رینگو در سال ۱۹۶۵ اکران شد. در اکران داخلی خود در ایتالیا، خداحافظ رینگو چهارمین فیلم پرفروش سال بود. «بایرو.» در مورد واکنش تماشاگران به این فیلم در بیست و دومین اکران خیابانی در نیویورک توضیح داد که بیشتر از اینکه از آن لذت ببرند به فیلم می‌خندیدند.

## استقبال
از نقدهای معاصر، «بایرو». ورایتی اعلام کرد که این فیلم «شاید غیرقابل قبول‌ترین و ساختگی‌ترین» وسترن ایتالیایی است.